# 5166 Olson
5166 Olson (1985 FU1) là một tiểu hành tinh vành đai chính được phát hiện ngày 22 tháng 3 năm 1985 bởi E. Bowell ở Flagstaff.